# Limnophila (Limnophila) buangensis
Limnophila (Limnophila) buangensis is een tweevleugelige uit de familie steltmuggen (Limoniidae). De soort komt voor in het Australaziatisch gebied.